# Orchestre symphonique d'Orléans
L'Orchestre symphonique d'Orléans est un orchestre symphonique français établi à Orléans. Il est créé en 1920 par Antoine Mariotte, alors directeur du Conservatoire d'Orléans, sous le nom de Société des concerts du Conservatoire d'Orléans. Le premier concert a lieu le 3 novembre 1921.
À partir de 1936, l'orchestre composé de professeurs du conservatoire de musique est dirigé jusqu'en 1972 par René Berthelot, auquel succède pendant 15 ans Claude-Henry Joubert. À partir de 1987, il est dirigé par Jean-Marc Cochereau jusqu'au 11 janvier 2011 où il meurt en pleine répétition. Après plus d'un an sans chef attitré, Jean-Jacques Kantorow prend sa succession en 2011. Il est remplacé en 2014 par Marius Stieghorst, alors chef assistant de l'Opéra de Paris.
L'orchestre fête son centenaire en 2021 avec, parmi de multiples évènements, une exposition sur son histoire et un concert en plein air lors du Festival de Loire le 22 septembre 2021, au cours duquel il interprète notamment la musique du court-métrage de Thibaud Vuillermet Impressions de Loire.